# لویس مونتروز
لویس مونتروز (انگلیسی: Lewis Montrose؛ زادهٔ ۱۷ نوامبر ۱۹۸۸) بازیکن فوتبال اهل بریتانیا است.
از باشگاه‌هایی که در آن بازی کرده‌است می‌توان به باشگاه فوتبال وایکام واندررز، باشگاه فوتبال ویگان اتلتیک، باشگاه فوتبال گیلینگام، باشگاه فوتبال فایلد، باشگاه فوتبال چسترفیلد، باشگاه فوتبال چلتنهام تاون، باشگاه فوتبال آکسفورد یونایتد، باشگاه فوتبال استوک‌پورت کانتی، باشگاه فوتبال یورک سیتی، و باشگاه فوتبال روچدیل اشاره کرد.